# Glaucidium costaricanum
Mocho-pigmeu-costa-riquenho ou caburé-da-costa-rica (Glaucidium costaricanum) é uma espécie de ave da família Strigidae. Pode ser encontrada na Costa Rica e no Panamá.